# Томас, Аннамари
Аннамари Томас (нидерл. Annamarie Thomas, 15 сентября 1971 Эммелорд, Нидерланды) — нидерландская конькобежка, участница зимних Олимпийских игр 1994, 1998 2-кратная чемпионка мира на отдельных дистанциях, 3-кратная призёр чемпионата Европы, 9-кратная чемпионка Нидерландов и 18-кратная призёр.

## Биография
Аннамари Томас родилась в центральной части Нидерландов, в семье фермера. В раннем детстве научилась кататься на коньках, а в возрасте 11 лет стала заниматься конькобежным спортом, вступив в клуб "STC Rutten". В 1990 году она впервые участвовала в чемпионате Нидерландов в Херенвене и участвовала впервые на юниорском чемпионате мира.
В сезоне 1992/93 дебютировала на Кубке мира и на чемпионате Нидерландов заняла 3-е место в многоборье. Впервые в 1994 году она выиграла многоборье на чемпионате страны, заняла 4-е место в многоборье на дебютном чемпионате Европы в Хамаре, а также на первых своих зимних Олимпийских играх в Лиллехаммере заняла 5-е места на дистанциях 1500 и 3000 м, 14-е на 1000 м и 10-е на 5000 м.
Год спустя Аннамари завоевала серебряную медаль на чемпионате Европы в Херенвене и бронзовую на чемпионате мира в Савалене в многоборье. Она также стала чемпионом в классическом и спринтерском многоборье на Национальном чемпионате и на дистанции 1500 м. В январе 1996 года вновь стала серебряным призёром на чемпионате Европы в Херенвене.
На спринтерском и классическом чемпионатах мира заняла в многоборье соответственно 5-е и 4-е места, и в марте на индивидуальном чемпионате мира в Хамаре завоевала золотые медали в забегах на 1000 и 1500 м. После 1996 года она испытала большие трудности с адаптацией своей техники к изобретению, перевернувшему катание с ног на голову, - хлопающему коньку и два сезона были потеряны для неё. 5-е место на чемпионате мира в классическом многоборье и 10-е в спринте в 1997 году, и в 1998 году она заняла соответственно 7-е и 13-е места.
На зимних Олимпийских играх в Нагано Аннамари заняла 5-е место в забеге на 1000 м, 6-е на 1500 м и 8-е на 3000 м. В 1999 году она перешла к тренеру Питеру Мюллеру и заняла 3-е место на чемпионате Европы в Херенвене в сумме многоборья, следом на чемпионате мира в Хамаре заняла 4-е место в многоборье и на индивидуальном чемпионате мира в Херенвене стала 5-й на 1500 м и 6-й на 1000 м.
В марте 1999 года в финале Олимпийского овала в Калгари она побила два мировых рекорда на дистанции 1500 м со временем 1:55,50 сек и в сумме многоборья - 156 978. После 2000 года её результаты поползли вниз на международных соревнованиях, однако в декабре 2001 года смогла пройти олимпийский отбор на дистанциях 1000 и 1500 м. В феврале 2002 года на зимних Олимпийских играх в Солт-Лейк-Сити Аннамари заняла 11-е место в забеге на 1500 м и 15-е на 1000 м.
В 2003 году заняла 5-е место на чемпионате Европы и 11-е на чемпионате мира, через год заняла 5-е место на дистанции 1500 м на индивидуальном чемпионате мира в Сеуле. В ноябре 2006 года она не смогла пройти квалификацию на свои 4-е олимпийские игры и завершила карьеру спортсменки.
Рекорды мира
| № | Вид             | Результат | Дата             | Место   | Побит            |
| - | --------------- | --------- | ---------------- | ------- | ---------------- |
| 1 | мини-многоборье | 163,901   | 22-23 марта 1996 | Калгари | 15-16 марта 1997 |
| 2 | 1500 м          | 1.55,50   | 20 марта 1999    | Калгари | 4 марта 2001     |
| 3 | мини-многоборье | 158,183   | 20-21 марта 1999 | Калгари | 15-17 марта 2001 |

## Карьера после спорта
Аннамари Томас после ухода из спорта присоединилась к телевизионной программе "Звёзды, танцующие на льду" и была тренером в юниорском конькобежном клубе KPN в течение 5 лет. Также с 2006 года является послом "Plan International" и послом Фонда Бехтерева в движении и с 2010 года каждый год организует мероприятие ‘Женщины на льду’, в котором принимают участие сотни женщин. В её обязанности входит и работа спортивным спикером. С 2012 года работает тренером в "Deltalent", а с 2015 года Аннамари является тренером C-отбора KNSB в Бреде по отбору молодых талантов.

## Личная жизнь
У Аннамари Томас были отношения с фигуристом Бартом Вельдкампом в течение 7 лет, после встречалась с техническим директором футбольного клуба ПСВ Джоном де Йонгом. В настоящее время  живёт со своим парнем в Эйндховене.